# Voix du Jura
Voix du Jura est un hebdomadaire d'information régionale français, fondé le 6 décembre 1891 à Lons-le-Saunier sous le nom de Croix du Jura. Diffusé le jeudi, il rapporte l'actualité à l'échelle du département du Jura. 

## Concept
Voix du Jura est aujourd'hui un journal d'informations locales du groupe Publihebdos, filiale des hebdomadaires de Sipa-Ouest France.  Il accompagne la vie du département du Jura en suivant l'évolution des territoires, des activités économiques (agriculture, artisanat, tourisme, industrie, commerce, formation et emploi), culturelles et sportives. Il couvre un périmètre allant de Lons-le-Saunier à Dole, en passant notamment par les communes de Champagnole, Poligny, Arbois, Salins-les-Bains et Clairvaux-les-Lacs, Saint-Claude, etc. Régulièrement, des dossiers permettent de traiter de grands sujets nationaux à travers des exemples jurassiens.
Outre le siège de Lons-le-Saunier, le journal dispose aussi de deux agences, à Dole et Saint-Claude.

## Histoire
La voix du Jura est fondé le 6 décembre 1891 à Lons-le-Saunier (Jura) par Alphonse Lorain. Ardent défenseur de valeurs chrétiennes à ses débuts, le journal voit sa ligne éditoriale évoluer au fil du temps. Un peu plus d'un siècle après sa création, l'inspiration chrétienne du journal est toujours présente, bien que celle-ci se soit adaptée aux transformations de la société.
En 1891, Croix du Jura compte quatre pages d'actualité jurassienne. Publié le dimanche comme supplément à La Croix de Paris, il concurrence La Croix Jurassienne, localisée à Dole. En 1895, l'hebdomadaire passe au format quotidien, impliquant un changement de contenu. La rubrique de brèves "la semaine" relate des faits d'intérêts nationaux, voire internationaux, sous un angle engagé. En 1906, La Croix Jurassienne disparaît et la vocation départementale de Croix du Jura s'affirme.
En 1944, Croix du Jura devient La Voix Jurassienne. Quarante-cinq ans plus tard, en 1989, le journal change à nouveau de nom pour s'appeler Voix du Jura.
Le titre Voix du Jura est passé sous le contrôle de Publihebdos en novembre 2014, par le rachat de la Société des Editions de Presse Régionale (SEPR), qui éditait aussi les titres Croix du Nord (Lille), La Vie Quercynoise, La Voix du Midi (Toulouse et Lauragais) et La Voix du Cantal.

## Lectorat
Voix du Jura comprend essentiellement des lecteurs au sein du département du Jura. En 2009, 12 187 exemplaires étaient vendus.

## Périodicité
Jadis publié le dimanche, Voix du Jura est diffusé le jeudi, jour du marché à Lons-le-Saunier. Au total, Voix du Jura publie 52 numéros par an. 

## Édition en ligne
Voix du Jura dispose d'un site internet qui reprend les principaux thèmes abordés dans le journal, notamment concernant les dossiers. Il se présente comme un supplément du support imprimé avec des albums-photos, des documents originaux et des vidéos.